# Ruta Estatal de Nevada 767
La Ruta Estatal de Nevada 767, y abreviada SR 767 (en inglés: Nevada State Route 767) es una carretera estatal estadounidense ubicada en el estado de Nevada. La carretera tiene una longitud de 59,4 km (36.9 mi).

## Mantenimiento
Al igual que las autopistas interestatales, y las rutas federales y el resto de carreteras estatales, la Ruta Estatal de Nevada 767 es administrada y mantenida por el Departamento de Transporte de Nevada por sus siglas en inglés Nevada DOT.